# هاسمیک هاتساگوردزیان
هاسمیک گابریلی هاتساگوردزیان (ارمنی: Հասմիկ Գաբրիելի Հացագործյան زاده ۱۵ ژوئیهٔ ۱۹۵۷) یک خواننده اپرا سوپرانو اهل ارمنستان است. وی از سال ۱۹۸۳ میلادی تاکنون مشغول فعالیت بوده است.

## زندگی‌نامه
وی در ۱۵ ژوئیه ۱۹۵۷ در ایروان به دنیا آمد و از کنسرواتوار دولتی کومیتاس ایروان (۱۹۸۱) فارغ‌التحصیل شد. وی در تالار آکادمی ملی اپرا و باله آلکساندر اسپنداریان فعالیت می‌کند. وی همچنین برندهٔ جوایزی همچون هنرمند افتخاری جمهوری ارمنستان (۲۰۰۳) و جایزه بللینی (۱۹۹۰) شده است.

## آثار
| نقش      | نقش به ارمنی | آهنگساز         | عنوان به ارمنی | عنوان        |
| -------- | ------------ | --------------- | -------------- | ------------ |
| دزدمونا  | Դեզդեմոնա    | جوزپه وردی      | «Օթելլո»       | اتلو (وردی)  |
| ویولتا   | Վիոլետա      | جوزپه وردی      | «Տրավիատա»     | تراویاتا     |
| توسکا    | Տոսկա        | جاکومو پوچینی   | «Տոսկա»        | توسکا (اپرا) |
| میمی     | Միմի         | جاکومو پوچینی   | «Բոհեմ»        | لا بوهم      |
| پائولینا | Պաոլինա      | گائتانو دونیزتی | «Պողիկտոս»     | پوقیکاتوس    |
| نُرما     | Նորմա        | وینچنتزو بلینی  | «Նորմա»        | نرما         |
| آنوش     | Անուշ        | آرمن تیگرانیان  | «Անուշ»        | آنوش         |
|          | Օլիմպիա      | تیگران چوخاجیان | «Արշակ Բ»      | آرشاک دوم    |